# Batrachoides goldmani
Batrachoides goldmani är en fiskart som beskrevs av Barton Warren Evermann och Edmund Lee Goldsborough 1902. Batrachoides goldmani ingår i släktet Batrachoides och familjen paddfiskar. Inga underarter finns listade.